# Xylophaga foliata
Xylophaga foliata is een tweekleppigensoort uit de familie van de Pholadidae. De wetenschappelijke naam van de soort is voor het eerst geldig gepubliceerd in 1961 door Knudsen.